# Andrés González
Andrés Felipe González Ramírez (Cali, 8 januari 1984) is een Colombiaans voetballer die bij voorkeur als verdediger speelt. Sinds 2015 speelt hij in voor het Peruviaanse Alianza Atlético.

## Clubcarrière
Op 18 oktober 2014 maakte González zijn debuut voor Pune City. In de met 5–0 verloren wedstrijd tegen Mumbai City werd hij in de rust vervangen door Israil Gurung.

## Interlandcarrière
In 2004 speelde González zijn eerste interland voor Colombia. In de wedstrijd tegen Honduras mocht hij één minuut voor tijd invallen voor David Ferreira. Ook maakte hij deel uit van de Colombiaanse selectie voor de Copa América 2004.
| Interlands van Andrés González voor Colombia | Interlands van Andrés González voor Colombia | Interlands van Andrés González voor Colombia | Interlands van Andrés González voor Colombia | Interlands van Andrés González voor Colombia | Interlands van Andrés González voor Colombia |
| №                                            | Datum                                        | Wedstrijd                                    | Uitslag                                      | Soort wedstrijd                              | Doelpunten                                   |
| -------------------------------------------- | -------------------------------------------- | -------------------------------------------- | -------------------------------------------- | -------------------------------------------- | -------------------------------------------- |
| 1.                                           | 18 februari 2004                             | Honduras – Colombia                          | 1 – 1                                        | Vriendschappelijk                            | 0                                            |
| 2.                                           | 27 juni 2004                                 | Argentinië – Colombia                        | 0 – 2                                        | Vriendschappelijk                            | 0                                            |
| 3.                                           | 6 juli 2004                                  | Venezuela – Colombia                         | 0 – 1                                        | Copa América 2004                            | 0                                            |
| 4.                                           | 13 juli 2004                                 | Peru – Colombia                              | 2 – 2                                        | Copa América 2004                            | 0                                            |
| 5.                                           | 18 juli 2004                                 | Colombia – Costa Rica                        | 2 – 0                                        | Copa América 2004                            | 0                                            |
| 6.                                           | 21 juli 2004                                 | Argentinië – Colombia                        | 3 – 0                                        | Copa América 2004                            | 0                                            |
| 7.                                           | 25 juli 2004                                 | Colombia – Uruguay                           | 1 – 2                                        | Copa América 2004                            | 0                                            |
| 8.                                           | 15 januari 2005                              | Colombia – Zuid-Korea                        | 2 – 1                                        | Vriendschappelijk                            | 0                                            |
| 9.                                           | 1 maart 2006                                 | Venezuela – Colombia                         | 1 – 1                                        | Vriendschappelijk                            | 0                                            |
| 10.                                          | 1 maart 2006                                 | Chili – Colombia                             | 1 – 2                                        | Vriendschappelijk                            | 0                                            |
| 11.                                          | 1 oktober 2009                               | Mexico – Colombia                            | 1 – 2                                        | Vriendschappelijk                            | 0                                            |